# Goerdzjaani (gemeente)
Goerdzjaani (Georgisch: გურჯაანის მუნიციპალიტეტი, Goerdzjaanis moenitsipaliteti) is een gemeente in het oosten van Georgië met 49.909 inwoners (2024), gelegen in de regio Kacheti. De gelijknamige stad is het bestuurlijke centrum. De gemeente heeft een oppervlakte van 846 km² en is gesitueerd aan de zuidkant van de Alazani riviervallei, wat een belangrijke wijnbouwgebied is. Dit komt ook tot uitdrukking in de eigen bijnaam Wijnmakerij-gemeente.

## Geschiedenis

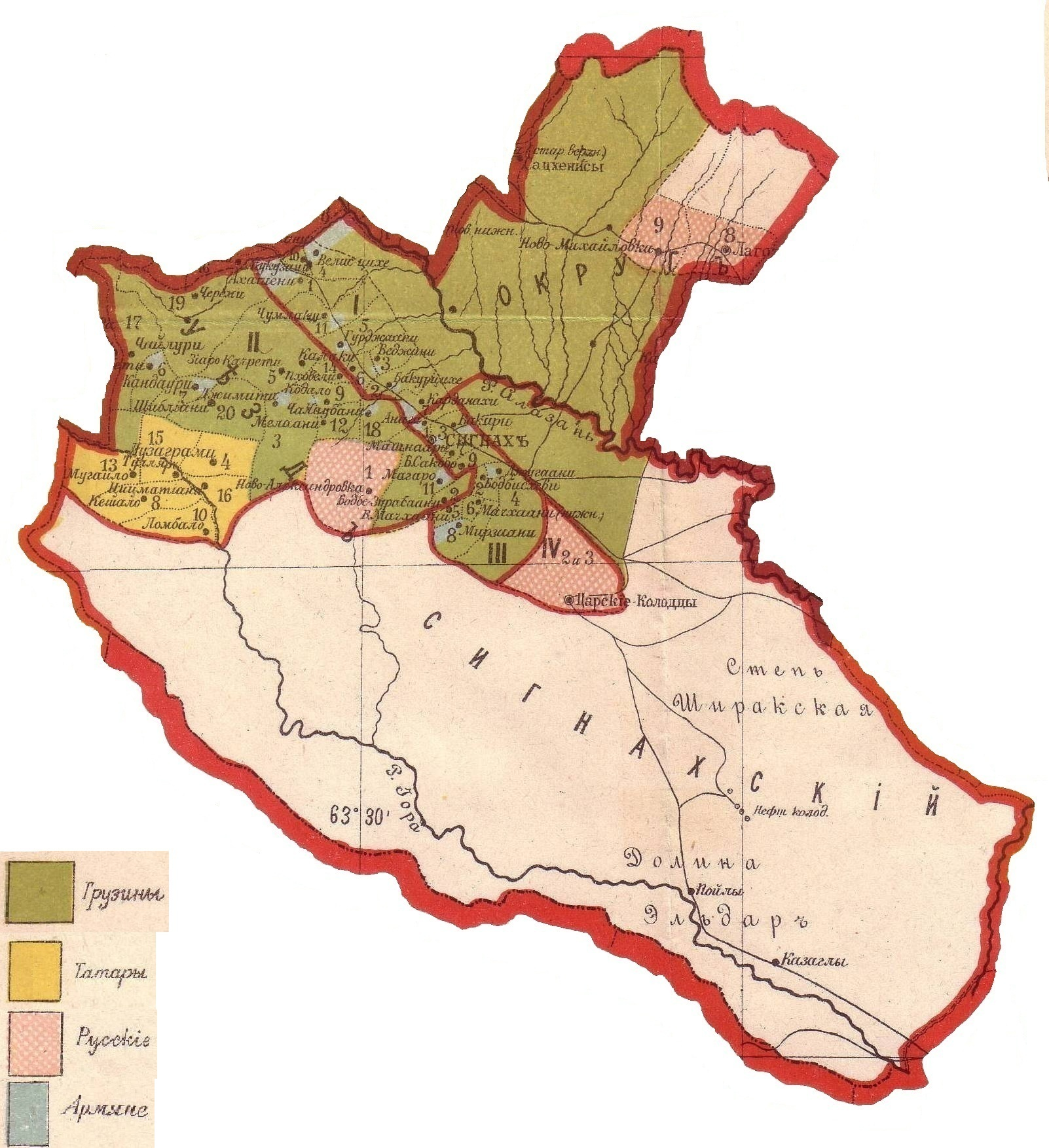
Oejezd Signagi

Na het uiteenvallen van het Koninkrijk Georgië in de 15e eeuw behoorde het gebied van Goerdzjaani tot het Koninkrijk Kachetië en voor korte tijd het fusiekoninkrijk Kartli-Kachetië. Na de annexatie van Kartli-Kachetië door het Russische Rijk in 1801 werden de Georgische gebieden administratief ingedeeld naar Russisch model. 
Het gebied van het moderne Goerdzjaani lag vanaf 1846 tot 1930 in het Gouvernement Tiflis versnipperd over verschillende bestuurlijke eenheden. Het noordelijke deel van Goerdzjaani was onderdeel van het oejezd (provincie) Telavi, en het zuidelijke en grootste deel was onderdeel van oejezd Signagi. De grens tussen die twee districten liep over de Tsjermischevi, een rechterzijrivier van de Alazani. Binnen Signagi viel het grootste deel van het moderne Goerdzjaani onder de bestuurlijke sectie (oetsjastok) Bakoertsiche (Russisch: Бакурцихскій участокъ), waar ook de moderne gemeente Lagodechi onder viel.
De grote districtshervorming van de Sovjet-Unie in 1929-1930 betekende de vorming van Goerdzjaani als bestuurseenheid. In 1930 werd het opgericht als rajon (district) Goerdzjaani met de plaats Goerdzjaani als centrum. In het onafhankelijke Georgië werd het district in 1995 onderdeel van de nieuw opgerichte regio (mchare) Kacheti en in 2006 werd het omgevormd naar een gemeente (municipaliteit).

## Geografie
Goerdzjaani ligt centraal in Kacheti aan de rechterkant van de rivier Alazani, tegen de heuvels van het Gomborigebergte. De gemeente grenst rondom aan vijf Kachetiaanse gemeenten, te weten Sagaredzjo in het westen, Telavi in het noordwesten, Kvareli en Lagodechi in het oosten en Signagi in het zuiden.

### Gomborigebergte
Het Gomborigebergte, een belangrijk subgebergte van de Grote Kaukasus dat door Kacheti ligt, vormt de natuurlijke westelijke begrenzing van Goerdzjaani. Het gebergte scheidt de Alazani en Iori stroomgebieden. De bergrug is in Goerdzjaani een middelgebergte dat alleen in het noordwestelijke deel van de gemeente nog tot 1400 meter hoogte komt. Hier is de Kakliani Tsveri (1430 m) de hoogste top van de gemeente.
De centrale ligging van Goerdzjaani ten opzichte van de noordelijke en zuidelijke wijngebieden in de Alazanivallei maakt het tot een belangrijke spil, wat wordt versterkt door de spoor- en wegpassage door het Gomborigebergte in de gemeente. Deze passage is met 750 meter boven zeeniveau laag te noemen, zeker in vergelijking met de 1620 meter hoge Gomboripas ter hoogte van Telavi, en was dan ook de logische passage voor de spoorlijn die in 1915 in bedrijf ging. De vruchtbare vallei van de Alazani en de heuvels van het Gomborigebergte maken tezamen met het klimaat dat er in Goerdzjaani veel wijnbouw plaatsvindt. 

### Wijnbouw
Er zijn verschillende microzones van gebiedseigen wijnappellaties gedefinieerd, die de naam dragen van dorpen in de gemeente. De bekende rode Moekoezani wordt bijvoorbeeld gemaakt van de Saperavi druif in een gebied van ongeveer 50 km² rond het dorp Moekoezani. De belangrijkste microzone is echter Goerdzjaani. Deze microzone ligt over de gehele gemeentelijke lengte in het hoger gelegen deel van de Alazanivallei en de lagere heuvels van het Gomborigebergte rond de Kacheti Highway en de spoorlijn. Deze wijn mag alleen gemaakt worden van de witte Rkatsiteli druif die in deze microzone geteeld is.

## Demografie
Begin 2024 telde de gemeente Goerdzjaani 49.909 inwoners, een verlies van ruim 8% ten opzichte van de volkstelling van 2014. De dorpen in Goerdzjaani zijn voor Georgische plattelandsbegrippen vrij groot, met een gemiddelde omvang van 1450 inwoners, waarbij slechts acht van de 30 dorpen minder dan 500 inwoners hebben.
| Gemeente Goerdzjaani                                                    | -     | 75.211 | 71.829 | 75.357 | 76.753 | 78.442 | 72.618 | 54.337 | 52.116 | 49.909 |  |  |  |  |
|                                                                         |       |        |        |        |        |        |        |        |        |        |  |  |  |  |
| Goerdzjaani (stad)                                                      | 4.923 | 4.553  | 8.086  | 10.279 | 10.954 | 12.872 | 10.029 | 8.024  | 7.563  | 7.261  |  |  |  |  |
| Verantwoording data: Bevolkingsstatistiek Georgië 1897 tot heden. Noot: |       |        |        |        |        |        |        |        |        |        |  |  |  |  |

### Etniciteit en religie

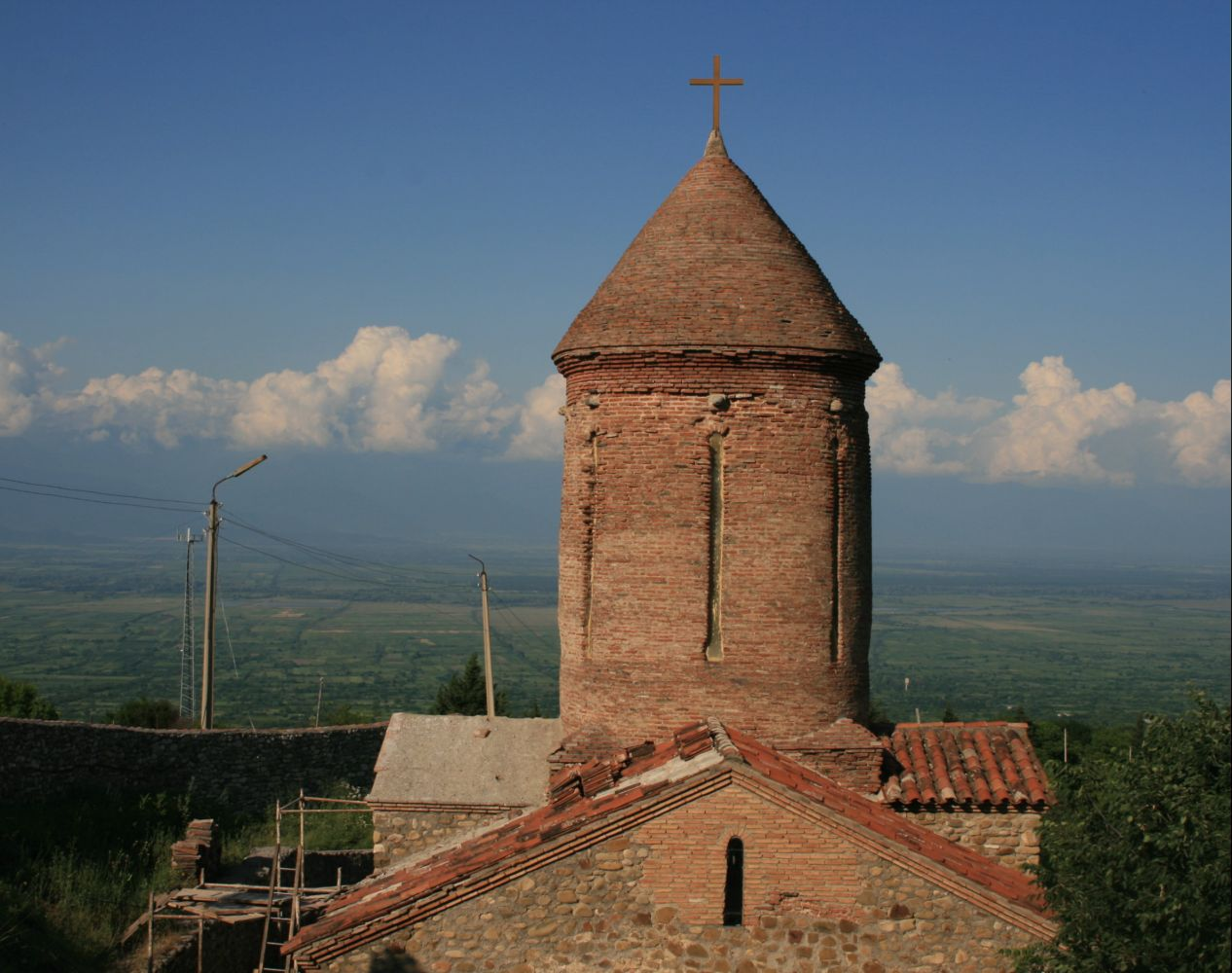
Kvelatsmindaklooster in Vedzji

De bevolking van Goerdzjaani bestond in 2014 voor 98,4% uit Georgiërs. De Armeniërs en Osseten zijn de grootste etnische minderheden in de gemeenten, van elk ongeveer 270 inwoners (0,5%). Twee derde van de Osseten woont in het dorp Kitaani in de Alazani-vallei waar zij een ruime meerderheid van 72% vormen. Andere etnische minderheden zijn in kleinere aantallen verspreid aanwezig.
In lijn met de etnische samenstelling is vrijwel de gehele gemeente Georgisch-Orthodox (98,7%). Daarnaast zijn er ruim 100 Jehova's getuigen en enkele tientallen moslims, protestanten en volgers van de Armeens-Apostolische Kerk.

## Administratieve onderverdeling

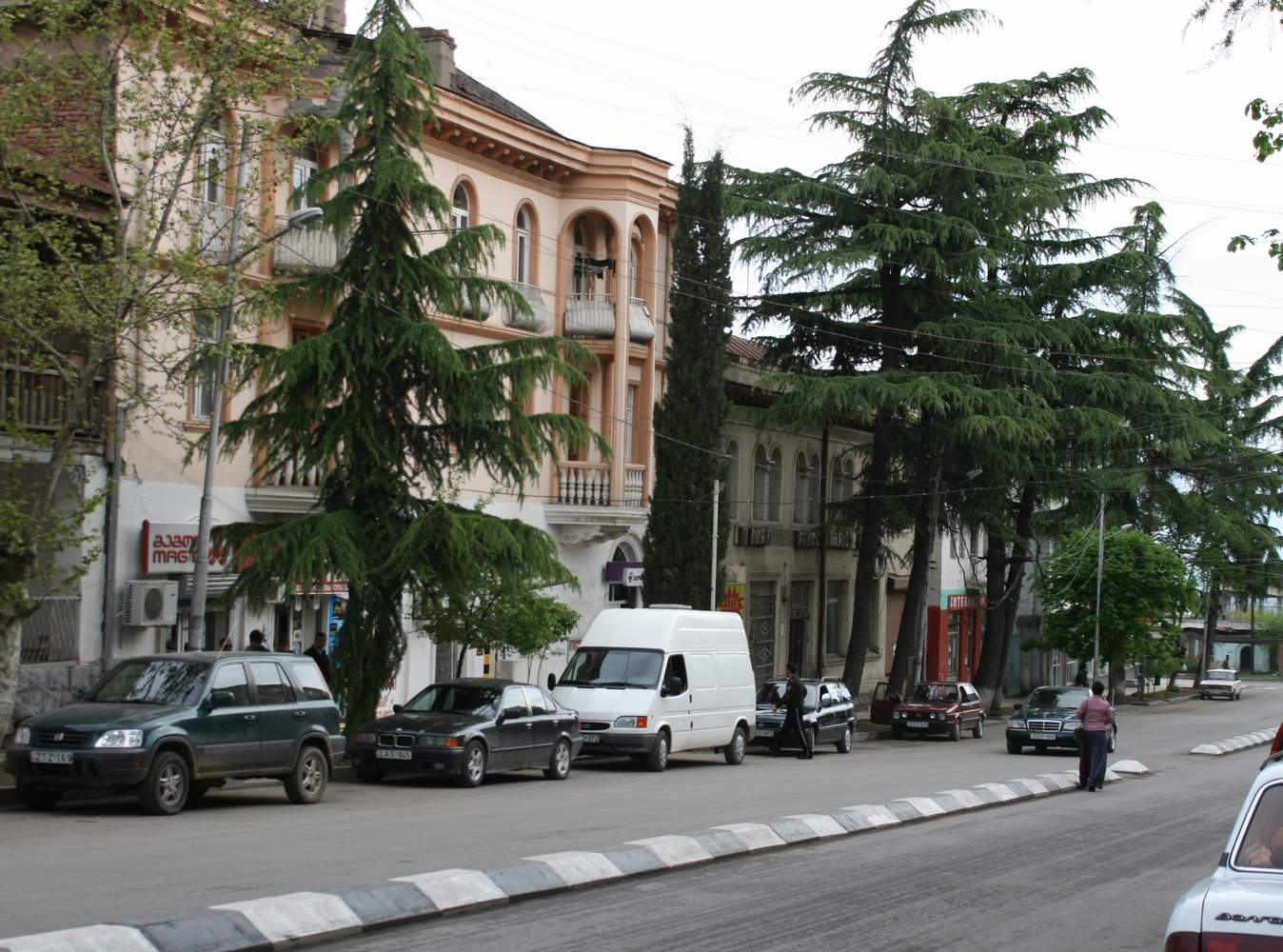
Goerdzjaani is het centrum van de gemeente

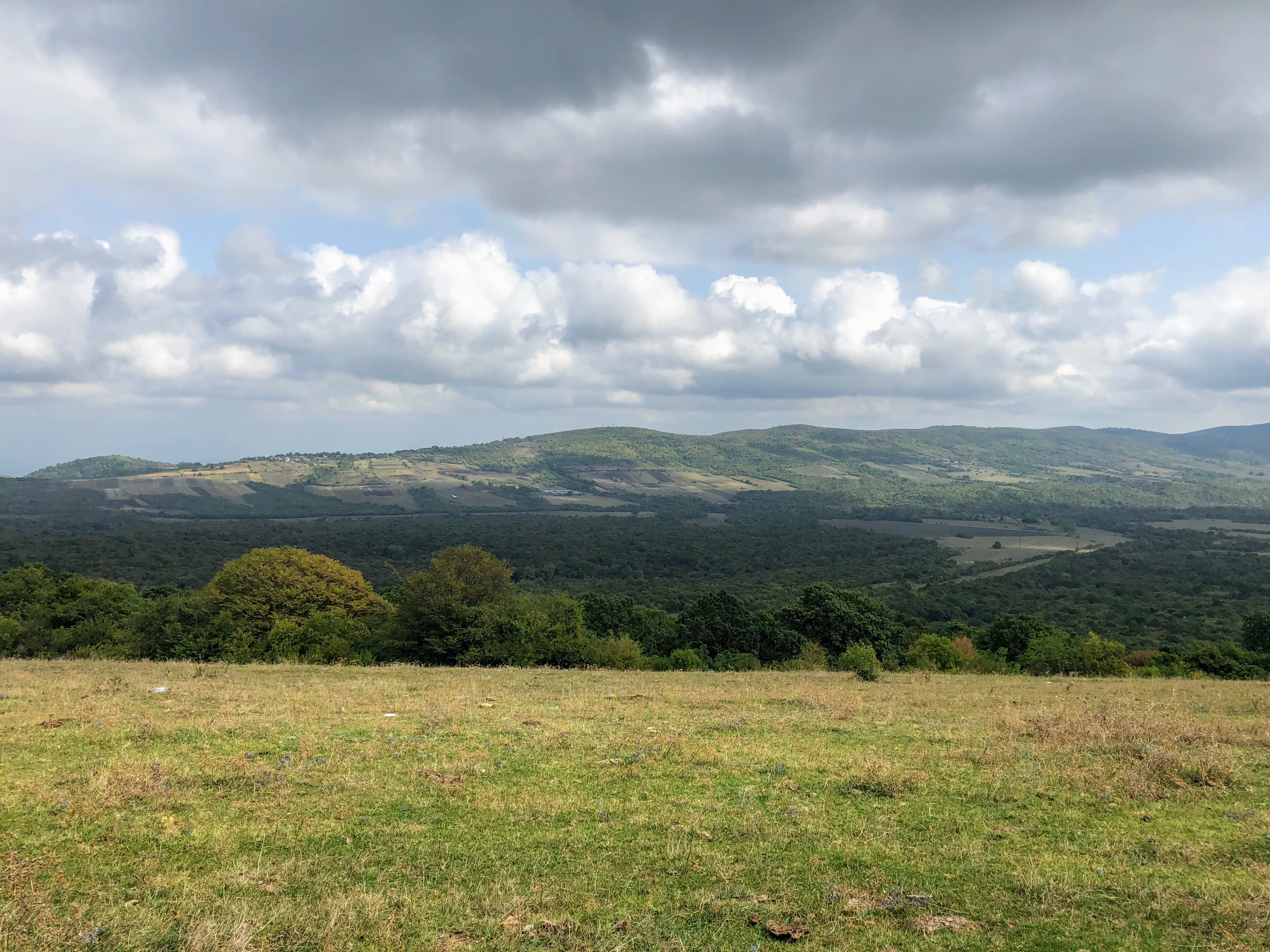
Het Gomborigebergte in Goerdzjaani

De gemeente Goerdzjaani is administratief onderverdeeld in 23 gemeenschappen (თემი, temi) met in totaal 30 dorpen (სოფელი, sopeli), waaronder Kardanachi. Er is één stad (ქალაქი, kalaki), het bestuurlijk centrum Goerdzjaani.

## Bestuur
De gemeenteraad van Goerdzjaani (Georgisch: საკრებულო, sakreboelo) wordt elke vier jaar gekozen in een gemengd kiesstelsel. Een deel wordt via enkelvoudige kiesdistricten gekozen en een deel via evenredige vertegenwoordiging van gesloten partijlijsten, waarvoor een kiesdrempel geldt van drie procent.
| Partij | Partij                             | 2014 | 2017 | 2021 |
| ------ | ---------------------------------- | ---- | ---- | ---- |
|        | Georgische Droom (GD)              | 25   | 31   | 28   |
|        | Verenigde Nationale Beweging (UNM) | 6    | 2    | 9    |
|        | Overige partijen                   | 7    | 6    | 2    |
| Totaal | Totaal                             | 38   | 39   | 39   |

## Bezienswaardigheden

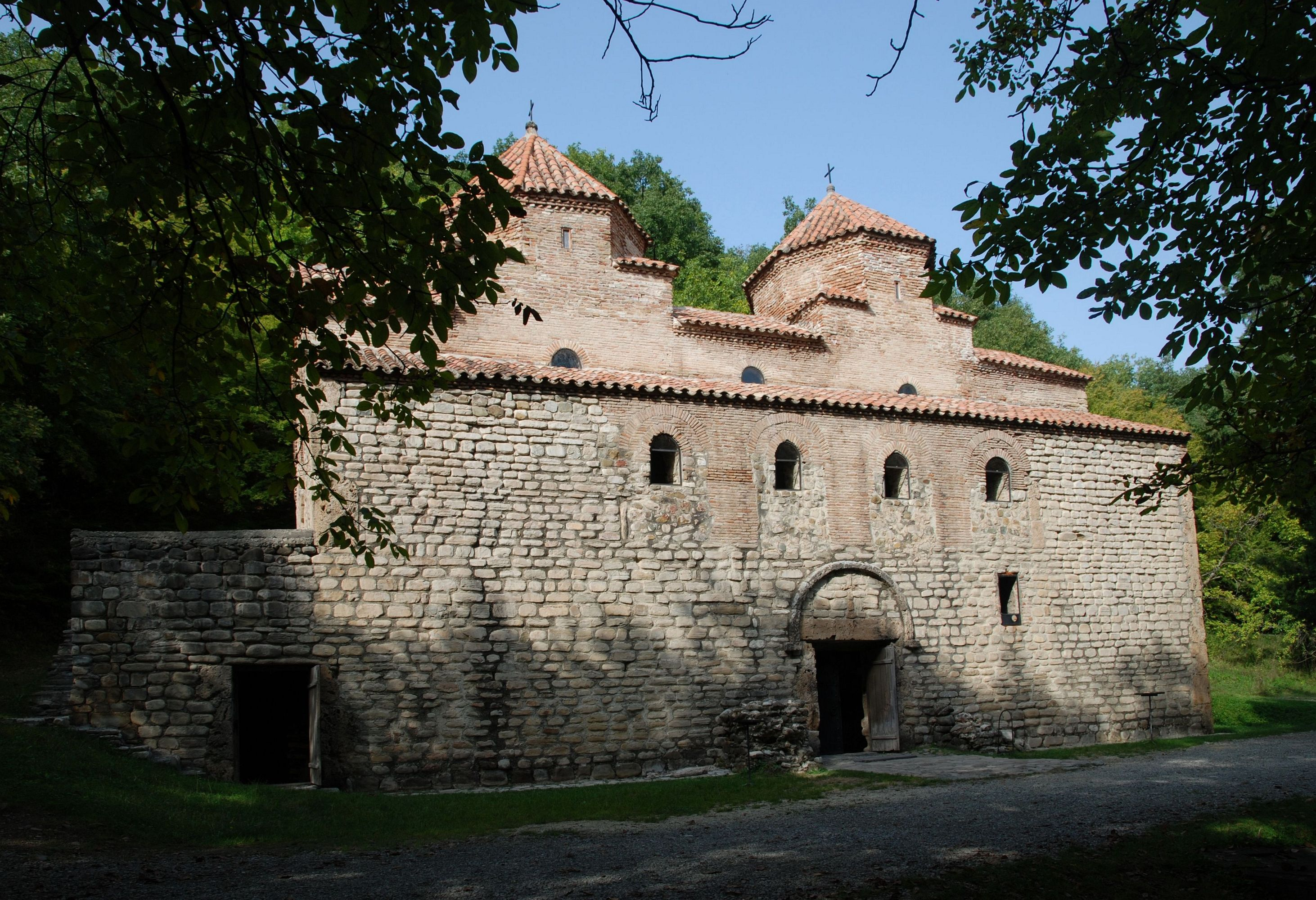
Goerdjzaani Kvelatsminda

In de gemeente zijn naast wijnproeverijen met name in het Gomborigebergte veel cultuur-historische monumenten in verschillende staat te zien. In de stad Goerdzjaani zijn enkele huismusea.
- In Kardanachi staan de 13e-eeuwse Sabatsmindakerk en de 6e-eeuwse Sint Nicolaaskerk
- Ruïnes van het Tsjermisi Bisschoppelijk kerkcomplex uit de 10e-11e eeuw in het Gomborigebergte ter hoogte van Moekoezani.
- Vatsjnadziani Kvelatsminda, ofwel Allerheiligenklooster, is een klooster en kathedraal uit de 9e eeuw, gelegen in het Gomborigebergte.[21]
- Goerdjzaani Kvelatsminda kerk uit de 8e of 9e eeuw. De enige kerk in Georgië met twee koepels. In de 20e en 21e eeuw zijn er restauratie werkzaamheden uitgevoerd.[22]

## Vervoer

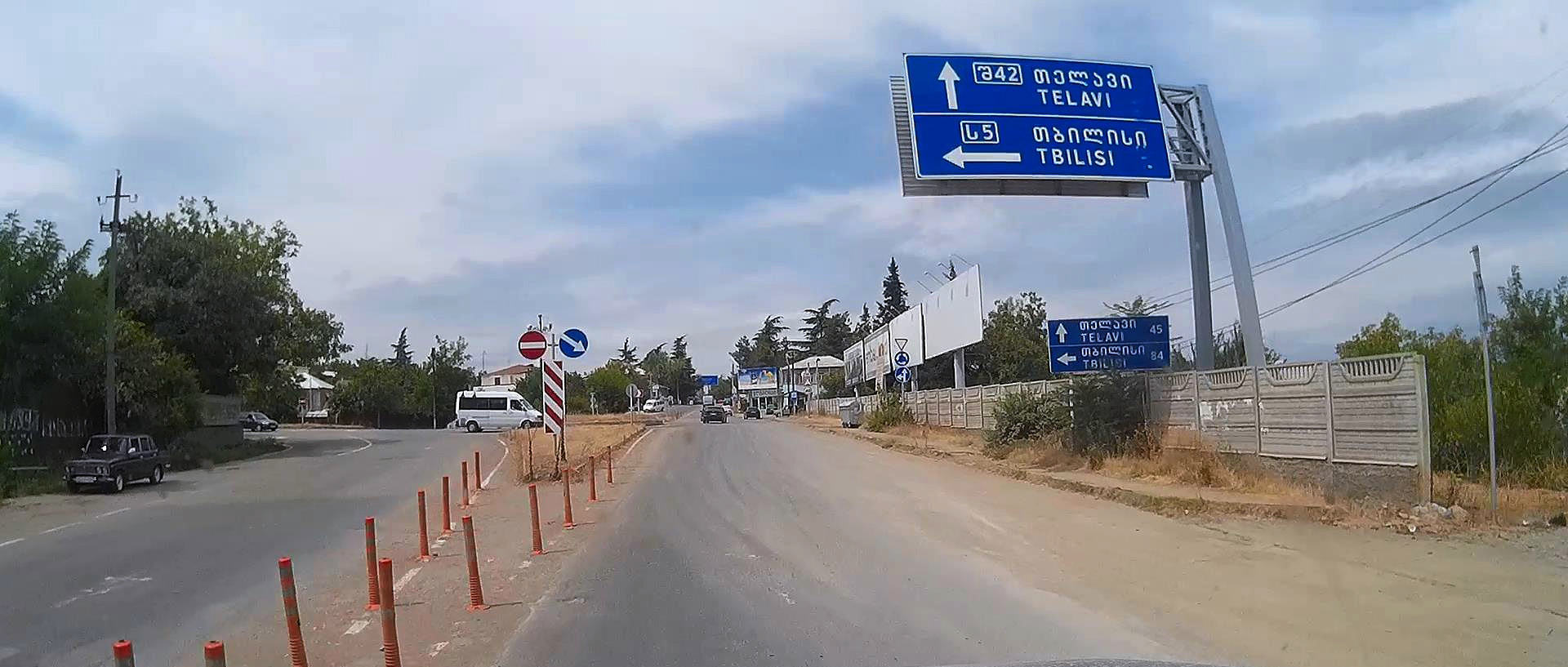
Bakoertsiche - Goerdzjaani - Telavi weg

Goerdzjaani is met het westen van het land en hoofdstad Tbilisi verbonden via de international route S5 Kacheti Highway (Tbilisi - Sagaredzjo - Bakoertsiche - Lagodechi) die in oostelijke richting naar de Azerbeidjzaanse grens leidt. Belangrijke regionale verkeersaders zijn de nationale route Sh42 (Bakoertsiche - Goerdzjaani - Telavi - Achmeta) die in Bakoertische aansluit op de Kacheti Highway, en de radialen over de Alazanivallei, de Sh69 van Moekoezani naar Kvareli, en Sh170 vanaf Goerdzjaani. Deze wegen zijn de levensaders voor de wijnregio rond de Alazani.

### Kacheti spoorlijn
Goerdzjaani is sinds 1915 via het spoor met Tbilisi verbonden, de "Kacheti spoorlijn" via Sagaredzjo en Goerdzjaani naar eindpunt Telavi, maar in de jaren 90 van de 20e eeuw werden de passagiersdiensten op deze lijn opgeschort. Sindsdien rijden er sporadisch goederentreinen. Regelmatig wordt geopperd de passagiersverbinding weer tot leven te wekken.